# Ceppo Morelli
Ceppo Morelli (Céch Muril in dialetto ossolano) è un comune italiano di 291 abitanti della provincia del Verbano-Cusio-Ossola in Piemonte.
Fa parte dell'Unione Montana delle Valli dell'Ossola.

## Geografia fisica
Il comune è situato in Valle Anzasca, sulla riva sinistra del torrente Anza (come d'altronde la maggior parte di tutti i comuni della valle) e alla confluenza di questo col rio Tignaga, lungo il quale si trovano le frazioni Campioli e Case Opaco (Ca'd l'owak in dialetto locale).
Il comune nasce nel 1866 dalla fusione di due precedenti unità amministrative, Prequartera e Borgone d'Ossola, che risultavano essere comunità autonome dal XVI secolo.
Dal punto di vista della superficie territoriale e della popolazione, Ceppo Morelli è il minor comune anzaschino. Esso vanta comunque un certo patrimonio storico e culturale,

## Monumenti e luoghi d'interesse
La chiesa parrocchiale di San Giovanni Battista fu edificata nel XVII secolo; all'interno ospita un pulpito risalente al Settecento. La tradizione religiosa afferma che in questa chiesa sia custodita una Sacra Spina della corona di Cristo, conservata in un prezioso reliquiario adornato di lamine d'argento. Vi è poi il santuario del Croppo, risalente al Seicento, meta per secoli di assidui pellegrinaggi.
Nella frazione Mondelli, dove un tempo si arrivava solo percorrendo una mulattiera, vi è inoltre la cosiddetta Casa degli Specchi, una dimora signorile nella quale le pareti della sala da pranzo sono interamente ricoperte da specchi, seguendo il modello della Reggia di Versailles. L'edificio, rovinato recentemente a causa delle avverse condizioni meteorologiche durante gli anni, viene prontamente rimesso a nuovo grazie al supporto di una petizione gestita dagli abitanti, ed i lavori vengono portati a termine seguiti dall'architetto Molteni Stefano, anch'esso residente nella frazione del paese. 
Situata in una sezione stretta della valle, dove scorre l'Anza c'è una diga progettata da Vincenzo Ferniani e costruita tra il 1926 e il 1929.

## Società

### Evoluzione demografica
Abitanti censiti

## Economia
La principale risorsa locale è il turismo, legato alle ricchezza del patrimonio naturalistico e alla presenza nel territorio comunale di una pista per lo sci di fondo.

## Amministrazione
Di seguito è presentata una tabella relativa alle amministrazioni che si sono succedute in questo comune.
| Periodo        | Periodo        | Primo cittadino      | Partito                                   | Carica  | Note  |
| -------------- | -------------- | -------------------- | ----------------------------------------- | ------- | ----- |
| 24 aprile 1995 | 14 giugno 1999 | Livio Tabachi        | Partito Democratico della Sinistra        | Sindaco | [ 8 ] |
| 14 giugno 1999 | 14 giugno 2004 | Livio Tabachi        | lista civica                              | Sindaco | [ 8 ] |
| 14 giugno 2004 | 8 giugno 2009  | Gian Franco Rainelli | lista civica                              | Sindaco | [ 8 ] |
| 8 giugno 2009  | 25 maggio 2014 | Livio Tabachi        | lista civica                              | Sindaco | [ 8 ] |
| 26 maggio 2014 | 27 maggio 2019 | Livio Tabachi        | lista civica Abete con sfondo di montagne | Sindaco | [ 8 ] |
| 27 maggio 2019 | in carica      | Giovanni Consagra    | lista civica Le parole della montagna     | Sindaco | [ 8 ] |